# Ю Сънг Хо
Ю Сънг Хо (на корейски: 유승호Хангъл, 俞承豪Ханча) е южнокорейски актьор. Започва да се снима в реклами и да работи като дете актьор още от 7-годишна възраст. Става известен с първата си филмова роля в Пътят към дома (2002). Оттогава той участва в много телевизионни сериали и филми, изграждайки солидна актьорска кариера.
През 2009 г. Сънг Хо е класиран на 1-во място сред десетте деца актьори, чийто статут успешно е преминал към категорията на професионалния актьор.
След приключване на двегодишната си задължителна военна служба Ю Сънг Хо се снима в правната драма Запомни (2015), историческите филми Магьосникът от Чосон (2015) и Сондал: Човекът, който продаде реката (2016), както и историческата драма Владетел: собственикът на маската (2017), романтичната комедийна поредица Аз не съм робот (2017) и гимназиалната драма на SBS Моят странен герой (2018).

## Детство и образование
Ю Сънг Хо е роден на 17 август 1993 г. в Инчон, Южна Корея, където и израства. Има по-голяма сестра. По негови думи семейството му е било бедно.
Завършва гимназия Пекшин на 9 февруари 2012 г. Решава да не следва висше образование, въпреки че получава покани от някои от най-добрите университети в Корея, за да се концентрира изцяло върху актьорската си кариера.
Както Сънг Хо сам казва: „Страхотно е, че работата ми получава силни отзиви и мога да се радвам на популярност. Но това не е моята цел в актьорството. Парите или славата не са моят приоритет. Искам да стана актьор, който може да продължи кариерата си дълго време.“

## Кариера

### 1999 – 2009: Начало като дете актьор
Ю Сънг Хо прави дебюта си в развлекателната индустрия в реклама за мобилен телефон през 1999 г., след като майка му изпраща снимка на сина си на рекламна агенция.
През 2000 г. започва кариерата си като дете актьор, появявайки се за първи път в телевизионния сериал Рибката на татко, който разказва за любовта на баща към болния му син. А през 2002 г. става звезда с първия си филм Пътят към дома, играейки нахалното градско момче Санг У, което се научава да цени селския живот, когато е принудено да прекара лятото с нямата си баба. Дълго време преди Ю Сънг Хо да се яви на кастинга, членовете на филмовия екип усилено търсят правилното дете за ролята на главния герой. Режисьорката И Джонг Хянг забелязва Сънг Хо сред многото други деца кандидати и избира точно него. Като основна причина за избора си тя изтъква подличкия поглед, който момчето показва на снимките си. Нискобюджетният филм е изненадващ касов хит през 2002 г., привличайки повече от 4 милиона зрители. Тогава Ю Сънг Хо нежно е наречен „Малкия брат на нацията“. Следва участие във филма Сърце (2006), който разказва за момче и любимото му куче, както и в Незабравимо (Виждаш ли Сеул?) (2008) за ученици от отдалечен остров, които отиват на екскурзия до фабрика за бонбони в Сеул през 70-те години.
Ю Сънг Хо продължава да се снима и в телевизията, появявайки се в Магическите воини Мир & Гаон (2005), приключенски сериал за деца. Той допълнително изгражда своята филмография, играейки детската версия на главните мъжки герои в телевизионни драми, включително генерал И Сун Шин в Безсмъртният адмирал И Сун Шин (2004), крал Сонджонг в Кралят и аз (2007) и Гуангето Велики в Легендата (2007).
През 2009 г. Ю Сънг Хо участва в екшън филма Градът на бащите и трилъра Мистерия в 4-тия час. Превъплъщава се и в ролята на Ким Чунчу в историческата драма Кралица Сондок и печели в категорията за най-добър нов актьор на наградите за драма на MBC, привличайки вниманието на зрителите с актьорски умения, сравними с тези на възрастни актьори.

### 2010 – 2014: Тийнейджърски роли
В тийнейджърските си години Ю Сънг Хо е избран за една от главните роли в Господарят на учението (2010), корейска екранизация на японската манга Dragon Zakura. Последвалата по-зряла роля в Пламъците на желанието, като второ поколение син на богато семейство чебол, който не се интересува от битките за наследство сред роднините си и става женен мъж на 21, го налага в редиците на професионалните актьори. По-късно същата година изпява дует с певицата/актриса АЮ, озаглавен Вярвай в любовта за благотворителната програма Love Request. Текстът на песента е базиран на дневник, който Сънг Хо е написал, след като е видял сираци от войната в бедните квартали на Шри Ланка.
През 2011 г. Ю Сънг Хо тренира игра с мечове и бойни изкуства за ролята си на Йо Уон, член на тайна организация и убиец във Воинът Пек Тонг Су, историческа екшън драма, базирана на комикс от И Че Хон. Първоначално му е предложена главната роля на героя Пек Тонг Су, но вместо нея Сънг Хо избира да играе Йо Уон, защото смята, че ролята на злодей ще му помогне да разшири актьорския си диапазон. На 29 юли 2011 г. той претърпява автомобилна катастрофа на път за Мунгьонг, където се провеждат снимките. Заради лошото време колата му се подхлъзва на мократа настилка и той получава фрактура на черепа. Снимките този ден трябва да бъдат отменени. Въпреки травмата той се завръща на снимачната площадка само два дни по-късно, за да продължи работата си.
Сънг Хо озвучава и Грийни, осиновения син на Лийфи, в анимацията Лийфи, една кокошка в дивата природа, която е адаптирана от бестселъра на детския роман от Хуанг Сун Ми. След това участва с Ким Ха Нъл в трилъра Сляпа.
През 2012 г. Ю Сънг Хо е избран за първата си главна мъжка роля в Операция „Любов“, корейски римейк на японската драма Proposal Daisakusen. В драмата той играе Канг Бек Хо, бейзболен играч, който съжалява, че никога не е признал любовта си към най-добрата си приятелка от детството, но получава втори шанс да спечели сърцето ѝ, като пътува назад във времето.
Следва поддържаща роля на Нефритения император, владетел на Рая, във фентъзи драмата Аранг и Магистратът с И Джун Ги и Шин Мин А. След това участва в мелодрамата Липсваш ми, играейки богат мъж, който крие изпълнено с мъст сърце зад привидно нежната си усмивка.
Известен в пресата като „Малкия Со Джи Соп“ заради приликата си със споменатия актьор, през 2013 г. Ю Сънг Хо участва в музикалния видеоклип към сингъла на Джи Соп „Eraser“ заедно с Пак Шин Хе. Това е вторият му път, когато участва в музикален клип на Со, след „Lonely Life“ през 2008 г. Следва публикуване на първата фотокнига на Сънг Хо, озаглавена Писмо от пътуване, пролетен сняг и... (Travel Letter, Spring Snow, And...) Това е последният проект, заснет от известната фотографка Бори преди смъртта ѝ на 9 април 2013 г.

### 2015 – до сега: По-зрели роли и нарастваща популярност
Първият му проект след армията е появата на Ю Сънг Хо в музикалния видеоклип към „You From the Same Time“ на Naul през 2015 г. След това е избран за ролята на упорит автор на уеб комикси, който отглежда котка в телевизионната адаптация на уеб филма Въображаемата котка. Следва участие в романтичния исторически филм Магьосникът от Чосон, режисиран от Ким Те Сънг, където играе цирков магьосник, който се влюбва в принцеса. По-късно Сънг Хо е избран за участие в трилър сериала на SBS Запомни, където се превъплъщава в адвокат, който защитава баща си, осъден на смърт. За тази роля печели наградата за най-добър актьор в драматичен сериал на наградите за драма на SBS през 2016 г.
През 2016 г. Ю Сънг Хо участва в историческия комедиен филм Сондал: Човекът, който продаде реката като главния герой Ким Сондал.
През 2017 г. участва в историческата мелодрама на MBC Владетел: собственикът на маската, където играе ролята на принца от Чосон от 18-ти век И Сон, който се бори за справедливост срещу могъща групировка и се опитва да си върне властта и контрола над държавата. Тази драма помага на Сънг Хо да скъса напълно с образа на сладкото дете актьор, изграден след Пътят към дома. А на наградите за драма на MBC през 2017 г. печели и приза за изключителни актьорски постижения за играта си в сериала. През същата година се снима и в романтичната комедия Аз не съм робот.
През 2018 г. Сънг Хо е избран за участие в гимназиалната драма на SBS Моят странен герой. През 2020 г. участва в трилъра Меморист като детектив, който има способността да чете спомените на хората.
През 2021 г. Ю Сънг Хо играе страстен инспектор в историческата драма на KBS2 Мисля за луната, докато цветята цъфтят.
През март 2022 г. подписва договор с новата си агенция YG Entertainment.
През декември 2022 г. Сънг Хо е гост-актьор в риалити предаването за пътувания на канал Discovery Korea „Off the Grid“ и развежда зрителите из Кучинг, Саравак в Малайзия.
През 2023 г. Ю Сънг Хо се завръща на малкия екран с първия си стрийминг проект, криминалният трилър на Wavve Сделката, където изиграва един съвсем различен образ от досегашните си герои – финансово затруднен млад мъж, който отвлича свой приятел от училище срещу 10 милиарда вона откуп.
Минисериалът е единствената корейска драма, поканена на третото издание на Международния филмов фестивал Червено море (Red Sea International Film Festival) в Джида, Саудитска Арабия – едно от най-престижните събития в света на киното.
Ю Сънг Хо преминава по червения килим заедно с режисьора И Джонг Гон и присъства на прожекцията на първите три епизода от драмата.
На 6 август 2024 г. Сънг Хо прави своя дебют на театралната сцена в корейската версия на постановката „Ангели в Америка“ (Angels in America), в която играе главния персонаж Прайър Уолтър – неизлечимо болен мъж, който се бори с болестта си, социалните предразсъдъци и с края на любовната си връзка.

### Кариера на модел
Преди да стартира актьорската си кариера, Ю Сънг Хо започва като модел за марката 77016 през 1999 г. Агенцията, отговорна за рекламната кампания на марката, търси ново лице, което да не е професионален модел. Хората от екипа виждат снимката на Сънг Хо, която майка му е изпратила в агенцията и го избират за рекламната кампания. След това позира и за други марки като Wheat Noodles, Ung Jin Ssing Kuh Bik и I-Brand през 2000 г.
Участва и в рекламната кампания на хладилника Kimchi на търговската марка Dimchae с актьора Со Джи Соп през август 2010 г.
През януари 2013 г. той отхвърля поканите за рекламни кампании след завършване на снимките за телевизионния сериал Липсваш ми, защото смята, че не би било правилно лицето му да бъде по телевизията, докато служи в армията.

## Личен живот
Ю Сънг Хо започва задължителната си военна служба в армията на 5 март 2013 г., когато е едва на 19 години.
Решението да влезе в армията взема сам още през декември 2012 г., след края на сериала Липсваш ми и без да чака получаване на официална призовка от властите – по този начин той се противопоставя на нормите в развлекателната индустрия, където мъжете артисти обикновено отлагат влизането в армията възможно най-дълго. „Някои казват, че съм твърде млад, за да започна военната си служба. Исках ново изживяване и да се откъсна от рутината, тъй като се занимавам с актьорство повече от десетилетие.“ – казва Сънг Хо.
Според сведенията, след пет седмици основно обучение, той става инструктор на новобранци. Желанието му е да служи като редовен войник, на предна линия, а не да е част от отдела за връзки с обществеността на армията като повечето знаменитости.
Уволнява се на 4 декември 2014 г.след 21 месеца служба в Хуачон, провинция Кануон. Посрещнат е от стотици фенове от Южна Корея, Китай, Япония и Хонконг, които го чакат пред базата въпреки студа.

## Хуманитарна и социална ангажираност
Ю Сънг Хо участва в проекта I Love Asia в подкрепа на жертвите на земетресението в Съчуан през 2008 г. заедно с Пак Джин Юнг, Джеки Чан, Чанг Нара, Уисонг и много други знаменитости.
На 30 април 2011 г. той присъства на церемонията по откриването на Детския фестивал на изкуствата заедно с актрисата Ха Джи Уон. Двамата са назначени за посланици на фестивала с цел да стимулират интелектуалното любопитство на децата към балета, мюзикъла, класическата музика, театъра и традиционната музика.
На 4 юни 2014 г. Министерството на отбраната публикува онлайн видео в подкрепа на военните. Ю Сънг Хо е избран да разкаже историята във видеото, а също и да се появи пред камерата, за да въплъти новото поколение войници, които не забравят нито своите ветерани, нито мисиите, които са им поверени – първата, от които е да защитават гражданите.

## Филмография

### Филми
| Година | Заглавие                              | Роля                     | Бележки                |
| ------ | ------------------------------------- | ------------------------ | ---------------------- |
| 2002   | Пътят към дома                        | Санг У                   |                        |
| 2003   | Щастлива еротична Коледа              | Детски ангелски хор      |                        |
| 2004   | Не казвай на татко                    | Ким Чо Уон               |                        |
| 2006   | Сърце                                 | Чан И                    |                        |
| 2008   | Незабравимо (Виждаш ли Сеул?)         | Гил Су                   |                        |
| 2009   | Градът на бащите                      | Ким Чонг Чол             |                        |
| 2009   | Мистерия в 4-тия час                  | Хан Джонг Хун            |                        |
| 2011   | Сляпа                                 | Куон Ги Соб              |                        |
| 2012   | Фрагменти от сладки спомени           |                          | (3D късометражен филм) |
| 2015   | Магьосникът от Чосон                  | Хуан Хи                  |                        |
| 2016   | Сондал: Човекът, който продаде реката | Ким Ин Хонг / Ким Сондал |                        |
| 2022   | Специална доставка                    |                          | Специално участие      |

### Телевизионни сериали
| Година      | Заглавие                               | Роля                                 | Бележки       |
| ----------- | -------------------------------------- | ------------------------------------ | ------------- |
| 2000        | Рибката на татко                       | Джонг Да Ум                          |               |
| 2001        | Момчетата не плачат                    | Ду Сан                               | Drama Special |
| 2001        | Това се случи на паркинга              |                                      | Drama Special |
| 2003        | Всичкият този рамьон                   | Джун Йонг                            | Drama Special |
| 2003        | Мечтата на зимната птица               | Джун Хо                              | Drama Special |
| 2003        | Любовно писмо                          | малкият И У Джин                     |               |
| 2004        | Здравей, Клементин                     | Се Бом                               | Drama Special |
| 2004        | Сладки зайчета                         | малкият И Шин Хьок                   |               |
| 2004        | Безсмъртният адмирал И Сун Шин         | малкият И Сун Шин                    |               |
| 2004        | Безценно семейство                     | Пак Джун И                           |               |
| 2005        | Тъжна любовна история                  | малкият Со Джун Йонг                 |               |
| 2005        | Магическите воини Мир & Гаон           | Мир                                  |               |
| 2006        | Извънземният Сам                       | Уанг Хе Рьонг                        |               |
| 2007        | Кралят и аз                            | малкият Сонджонг                     |               |
| 2007        | Легендата                              | малкият Дамдок                       |               |
| 2009        | Кралица Сондок                         | Ким Чунчу                            |               |
| 2009        | Ти си красива                          | клиент в магазин                     | Гост (еп. 9)  |
| 2010        | Господарят на учението                 | Хуанг Пек Хьон                       |               |
| 2010        | Пламъците на желанието                 | Ким Мин Дже                          |               |
| 2011        | Воинът Пек Тонг Су                     | Йо Ун                                |               |
| 2012        | Операция „Любов“                       | Канг Бек Хо                          |               |
| 2012        | Аранг и Магистратът                    | Нефритеният император, Кралят на Рая |               |
| 2012        | Липсваш ми                             | Канг Хьонг Джун / Хари Борисън       |               |
| 2015        | Въображаемата котка                    | Хьон Джонг Хьон                      |               |
| 2015 – 2016 | Запомни                                | Со Джин У                            |               |
| 2017        | Владетел: собственикът на маската      | И Сон                                |               |
| 2017 – 2018 | Аз не съм робот                        | Ким Мин Гю                           |               |
| 2018        | Играч                                  | И Хан Санг                           | Гост (еп. 1)  |
| 2018 – 2019 | Моят странен герой                     | Канг Бок Су                          |               |
| 2020        | Меморист                               | Донг Бек                             |               |
| 2021 – 2022 | Мисля за луната, докато цветята цъфтят | Нам Йонг                             |               |

### Уеб сериали
| Година | Заглавие | Роля        |
| ------ | -------- | ----------- |
| 2023   | Сделката | И Джун Сонг |

### Дублаж
| Година | Заглавие                             | Роля      | Бележки                 |
| ------ | ------------------------------------ | --------- | ----------------------- |
| 2009   | Астро Бой                            | Астро Бой | (глас, корейски дублаж) |
| 2011   | Лийфи, една кокошка в дивата природа | Грийни    | (глас, корейски дублаж) |

### Телевизионни предавания
| Година      | Заглавие                                          | Роля                              | Бележки                            |
| ----------- | ------------------------------------------------- | --------------------------------- | ---------------------------------- |
| 2013        | Хомо Академикус                                   | Разказвач                         | Документален                       |
| 2022 – 2023 | Off The Grid (предаване на канал Discovery Корея) | Гид из Кучинг, Саравак в Малайзия | излъчване: 29.12.2022 и 05.01.2023 |
| 2023        | Docu Insight - Code Blue                          | Разказвач                         | Документален, медицинска тематика  |
| 2023        | The Story When The Tail Was Bitten                | Гост (еп. 94)                     | Развлекателно шоу                  |
| 2023        | Running Man                                       | Гост (еп. 674)                    | Развлекателно шоу                  |
| 2023        | Running Man                                       | Гост (еп. 682)                    | Развлекателно шоу                  |

## Театър
| Година | Заглавие                             | Роля          | Театър              | Дата                         |
| ------ | ------------------------------------ | ------------- | ------------------- | ---------------------------- |
| 2024   | Ангели в Америка (Angels in America) | Прайър Уолтър | LG Арт Център, Сеул | 6 август – 28 септември 2024 |

## Музикални видеоклипове
Ю Сънг Хо участва в множество музикални видеоклипове на различни изпълнители още от дете до днес.
| Година | Заглавие                    | Оригинално заглавие      | Изпълнител                        | Линк към Youtube |
| ------ | --------------------------- | ------------------------ | --------------------------------- | ---------------- |
| 2001   | Second Wish                 | 두 번째 소원             | 듀크                              | Youtube          |
| 2002   | Have You Ever Been Lovesick | 사랑에 아파 본 적 있나요 | LYN                               | Youtube          |
| 2002   | Photo                       | 사진                     | Dragonfly                         | Youtube          |
| 2002   | Sorry                       | 미안해                   | 김장훈                            | Youtube          |
| 2004   | Thanks                      | 고마웠다고               | Tim                               | Youtube          |
| 2008   | Don't Go, Don't Go          | 가지마 가지마            | Brown Eyes                        | Youtube          |
| 2008   | A Lonely Life               | 고독한 인생              | So Ji-sub                         | Youtube          |
| 2009   | Take Care of Her            | 그녀를 잘 부탁합니다     | Jo Sung-mo                        | Youtube          |
| 2009   | Lie                         | 거짓말                   | T-ara                             | Youtube          |
| 2010   | Like a Star                 | 별처럼                   | Taeyeon feat. The One             | Youtube          |
| 2010   | Believe In Love             | 사랑을 믿어요            | IU & Yoo Seung-o                  | Youtube          |
| 2011   | Whenever You Play That Song | 그 노래를 틀때마다       | Huh Gak feat. LE (от група EXID)  | Youtube          |
| 2013   | Eraser                      | 지우개                   | So Ji-sub feat. Mellow            | Youtube          |
| 2015   | You From The Same Time      | 같은 시간 속의 너        | Naul (от групата Brown Eyed Soul) | Youtube          |
| 2016   | I Don't Love You            | 널 사랑하지 않아         | Urban Zakapa                      | Youtube          |
| 2018   | Sullae                      | 술래                     | Rothy                             | Youtube          |

## Дискография
| Заглавие                                                                    | Година | Пикови позиции | Продажби           | Албум              |
| Заглавие                                                                    | Година | Корея          | Продажби           | Албум              |
| --------------------------------------------------------------------------- | ------ | -------------- | ------------------ | ------------------ |
| „Вярвам в любовта“ (на корейски: 사랑을 믿어요) (Yoo Seung-ho featuring IU) | 2010   | 11             | - Корея: 1,010,437 | Пътят на надеждата |

## Книга
| Година | Заглавие                                                                     | Издател      | ISBN | Бележки   |
| ------ | ---------------------------------------------------------------------------- | ------------ | ---- | --------- |
| 2013   | Travel Letter, Spring Snow, And... (Писмо от пътуване, пролетен сняг и. . .) | Wisdom House |      | Фотокнига |

## Награди и номинации
В таблицата по-долу са посочени всички номинации и награди, които Ю Сънг Хо е спечелил от началото на кариерата си до днес.
| Церемония                      | Година | Категория                                                                        | Номинация за                                              | Резултат  |
| ------------------------------ | ------ | -------------------------------------------------------------------------------- | --------------------------------------------------------- | --------- |
| Andre Kim Best Star Awards     | 2009   | Най-добра звезда – мъж                                                           | Ю Сънг Хо                                                 | Спечелил  |
| Baeksang Arts Awards           | 2010   | Най-добър нов актьор – филм                                                      | Мистерия в 4-тия час                                      | Номиниран |
| Baeksang Arts Awards           | 2010   | Най-добър нов актьор – телевизия                                                 | Господарят на учението                                    | Номиниран |
| Grand Bell Awards              | 2002   | Най-добър нов актьор                                                             | Пътят към дома                                            | Номиниран |
| KBS Drama Awards               | 2005   | Най-добър млад актьор                                                            | Безсмъртният адмирал И Сун Шин, Безценно семейство        | Спечелил  |
| KBS Drama Awards               | 2010   | Excellence Award – най-добър актьор в минисериал                                 | Господарят на учението                                    | Номиниран |
| KBS Drama Awards               | 2010   | Награда за най-добра екранна двойка                                              | Ю Сънг Хо и Пак Джи Йон Господарят на учението            | Номиниран |
| Korea Best Dressed Swan Awards | 2010   | Най-добре облечен актьор в ТВ сериал                                             | Господарят на учението                                    | Спечелил  |
| Korea First Brand Awards       | 2024   | Най-добър актьор в сериал на онлайн платформа                                    | Сделката                                                  | Спечелил  |
| Korea Movie Star Awards        | 2007   | Най-добър млад актьор                                                            | Сърце                                                     | Спечелил  |
| Korea Drama Awards             | 2016   | Top Excellence Award – награда за изключителни актьорски постижения              | Запомни                                                   | Номиниран |
| MBC Drama Awards               | 2009   | Най-добър нов актьор                                                             | Кралица Сондок                                            | Спечелил  |
| MBC Drama Awards               | 2012   | Excellence Award – най-добър актьор в минисериал                                 | Аранг и Магистратът, Липсваш ми                           | Номиниран |
| MBC Drama Awards               | 2017   | Grand Prize (Daesang) – голямата награда на церемонията                          | Владетел: собственикът на маската                         | Номиниран |
| MBC Drama Awards               | 2017   | Top Excellence Award – награда за изключителни актьорски постижения в минисериал | Владетел: собственикът на маската                         | Спечелил  |
| Mnet 20's Choice Awards        | 2008   | Hot Younger Male                                                                 | Ю Сънг Хо                                                 | Спечелил  |
| New Soldiers Education Unit    | 2013   | Excellence Award from the Battalion Commander                                    | Ю Сънг Хо                                                 | Спечелил  |
| SBS Drama Awards               | 2007   | Най-добър млад актьор                                                            | Кралят и аз                                               | Спечелил  |
| SBS Drama Awards               | 2016   | Excellence Award – най-добър актьор в драматичен сериал                          | Запомни                                                   | Спечелил  |
| SBS Drama Awards               | 2019   | Top Excellence Award – награда за изключителни актьорски постижения в минисериал | Моят странен герой                                        | Номиниран |
| Soompi Awards                  | 2018   | Награда за най-добра екранна двойка                                              | Ю Сънг Хо и Ким Со Хьон Владетел: собственикът на маската | Номиниран |
| Young Artist Awards            | 2003   | Най-добър млад изпълнител в международен филм                                    | Пътят към дома                                            | Спечелил  |